# Хранителька загублених міст
«Хранителька загублених міст» — це серія фентезі-книг авторки Шеннон Месенджер для підлітків та середнього юнацького віку, яка увійшла у список бестселерів New York Times .  Першу книжку з серії  рекомендована до прочитання у 2013 році «Асоціація бібліотечного обслуговування дітей-підлітків». Сьома книга серії «Flashback» вийшла вперше накладом у 150 000 примірників, а тритижневий тур Месенджер з метою популяризації книжки збирав натовпи від 200 до 700 людей на подію.  

## Серія
Серія розповідає про Софі Фостер, дванадцятирічну старшокласницю, яка вміє читати думки. Хлопчик на ім'я Фітц Вакер приводить її в ельфійські міста, відомі як «Загублені». Протягом усієї серії Софі зустрічається з другорядними героями такими як Кіфі, Біана, Декс, Тем, Лін, Марелла, Стіна, Вайлі та Марука. Головний антагоніст — Небачені, злочинна організація, яка намагається порушити рівновагу в ельфійському світі.
Станом на листопад 2019 року історія складається з восьми книжок, причому щороку виходить одна книга, а також Unlocked (книга 8.5) і чотирьох оповідань, що вийшли обмеженими тиражами. Дев’ята книга вийде 8 листопада 2022 року  а серію завершить десята книга у 2023 році 
1. Хранителька загублених міст (2 жовтня 2012 р.)
2. Екзиль (1 жовтня 2013 р.)
3. Полуміння (4 листопада 2014 р.)
4. Небачені (3 листопада 2015 р.)
5. Арктос (1 листопада 2016 р.)
6. Сутемрява (7 листопада 2017 р.)
7. Ретроспектива (6 листопада 2018 р.)
8. Спадщина (5 листопада 2019 р.)
8.5. Розблоковано (17 листопада 2020 р.)
9. Ще не оголошено (8 листопада 2022 р.)
10 Ще не оголошено (2023)
Unlocked — це книга під номером 8.5 у серії. Вона відходить від стилю письма попередніх книг, бо розділи в ній чергуються між поглядами кількох персонажів. Unlocked також містить гід серією та додаткові матеріали, як-от рецепти та офіційні портрети персонажів, намальовані Лорою Холлінгсворт. 
Спеціальні видання Barnes & Noble Сутемрява, Flashback і Спадщина включають короткі історії з точки зору персонажів Кіфа Сенсена, Фітца Вакера та Тема Сонга відповідно. У м’якій обкладинці видання Flashback включає ще одну коротку розповідь з точки зору Кіфі, а видання в м’якій обкладинці Unlocked, яке вийде 9 листопада 2021 року, включатиме коротку історію з точки зору Лін Сонг. Інших спеціальних випусків не заплановано.
25 серпня 2020 року було випущено ілюстроване та коментоване видання в м’якій обкладинці 

## Інтерв'ю з авторкою серії "Хранителька загублених міст"
В інтерв’ю з Деніз Девідсон із San Diego Union-Tribune вона відповіла на запитання про 8 книгу серії «Спадщина» та про те, як вона пише свої книги. Там вона розповіла про своїх героїв, а також сказала, що намагається дозволяти персонажам керувати сюжетом. 

## Екранізація
11 січня 2021 року було оголошено, що Бен Аффлек стане режисером екранізації «Хранительки загублених міст» для Disney. Дата виходу та акторський склад не оголошені, але екранізація заплановані на 2023/2024 рік  

## Переклади в Україні
Перекладом серії "Хранителька Загублених міст" українською мовою займається видавництво Рідна мова. Перша книжка серії "Хратинелька Загублених міст" побачила світ у листопаді 2020 року, видання другої й третьої частини припало на 2021 рік. Четверта, п'ята та шоста вийдуть у 2022 році. Перекладач усіх частин серії Зубченко Святослав.